# Motivační dopis
Motivační dopis neboli průvodní dopis je specifický typ textu, jehož prostřednictvím se odesílatel, tzn. uchazeč o pracovní pozici, snaží přimět adresáta, tzn. potenciálního zaměstnavatele nebo zprostředkovatele, aby jej zahrnul do užšího výběru žadatelů o místo. Zprostředkovatelem bývá pracovní či personální agentura, jejíž zaměstnanci – HR konzultanti – jsou k realizaci předvýběru, tzn. selekci vhodných a nevyhovujících kandidátů, budoucím zaměstnavatelem pověřeni. Pokud uchazeč ve svém dopise nereaguje na konkrétní pozici vypsanou zaměstnavatelem, ať už z toho důvodu, že právě není dané místo volné, nebo proto, že má zájem o více pozic v rámci jednoho oboru, hovoří se o spekulativním dopise.
Motivační dopis se posílá spolu se strukturovaným životopisem. Zatímco strukturovaný životopis (neboli strukturované CV čili curriculum vitae) je vyžadován zaměstnavatelem či personální agenturou prakticky při jakékoli pozici v libovolném oboru, motivační dopis v některých případech explicitně vyžadován není. Zároveň však platí, že motivační dopis je prakticky jediným prostředkem, kterým může uchazeč motivovat zaměstnavatele či personalistu, aby upřednostnil ve výběru kandidátů k osobnímu pohovoru právě jeho před ostatními zájemci. Proto je motivační dopis důležitým faktorem při výběrovém řízení.

## Typologie motivačních dopisů
1. Dopis reagující na vypsané výběrové řízení – motivační dopis reaguje na konkrétní pozici určité společnosti.
2. Spekulativní dopis čili motivační dopis „naslepo“ – proaktivní text z hlediska uchazeče, který nereaguje na konkrétní vypsanou pozici (zejména proto, že firma právě takovouto pozici nevypisuje), ale sám nabízí své služby dané společnosti.
3. Dopis jako reakce na tip (např. od známého) – uchazeč reaguje na pozici, která nebyla oficiálně vypsána, ale o níž dostal avízo.

## Forma motivačního dopisu
Ačkoli ustálené sousloví zní „motivační dopis“, může být posílán i jako e-mail nebo jiná forma elektronické komunikace. Text motivačního dopisu se v případě elektronické formy píše buď přímo do těla e-mailu, nebo přikládá jako jeho příloha. Stále častější je posílání motivačního dopisu prostřednictvím elektronických formulářů, které jsou provozovány personálními agenturami či specializovanými pracovními portály.

## Architektura („formální osnova“) motivačního dopisu
Přestože se tedy nejedná o dopis v pravém slova smyslu, text motivačního dopisu by měl být formulován podle ustálených pravidel psaní klasických dopisů. Měl by tedy obsahovat oslovení či úvodní pozdrav, vlastní text, závěrečný pozdrav a podpis. Ačkoli mnozí personalisté doporučují uvádět také další náležitosti klasického dopisu, jako je datum, místo odeslání nebo adresa adresáta v odstavci v pravém horním rohu, vzhledem k tomu, že se již motivační dopisy odesílají nejčastěji prostřednictvím unifikovaného elektronického formuláře (tzn. anonymnímu adresátovi), stávají se tyto formality často bezpředmětnými. Pouze odesílá-li se motivační dopis ke konkrétnímu adresátovi, je žádoucí nahradit obvyklé oslovení („Vážení“, „Vážená paní/Vážený pane“) konkretizujícím resp. jmenným výrazem („Vážený pane výrobní řediteli“, „Vážený pane Nováku“ apod.).

## Obsah a délka motivačního dopisu
Obsah motivačního dopisu je zcela podřízen funkci tohoto textu, tzn. měl by být psán tak, aby přesvědčil potenciálního zaměstnavatele či personalistu, že je odesílatel zajímavým kandidátem na danou pozici a je vhodné poznat jej blíže při osobním pohovoru, příp. jej podrobit testům profesní zdatnosti. Styl motivačního dopisu by měl být sugestivní, přesvědčivý a motivující, text by měl prezentovat svého autora jako důvěryhodnou osobu a zároveň jako profesionála ovládajícího dokonale svůj obor. Důležité je vhodně zdůraznit vztah uchazeče k oboru či konkrétní pozici, stejně jako dosavadní zkušenosti a úspěchy. Délka motivačního dopisu není striktně určena, personalisté obvykle uvádějí, že by neměla přesáhnout formát A4, nicméně platí, že délka je podřízena obsahu, resp. účelu dopisu, a pokud to vyžadují okolnosti, může být dopis i výrazně kratší či naopak delší.

## Vzor motivačního dopisu a jeho rizika
Zaměstnavatelé i personalisté se obvykle shodují v tom, že každý motivační dopis by měl být originál psaný na míru konkrétní pozici, a samozřejmě též konkrétnímu uchazeči. Na internetu lze nalézt velké množství vzorů motivačních dopisů, které s větší či menší erudicí radí uchazečům o práci, jak dopis formulovat. Psát motivační dopis podle vzoru má však četná úskalí. Dle vyjádření velkého množství personalistů dokáže zkušený pracovník náboru snadno odhalit, že byl motivační dopis vytvořen dle unifikovaného vzoru, a takové zjištění uchazeče v očích HR konzultanta logicky spíše znevýhodňuje, resp. přinejmenším mu v ničem nepomůže. Navíc, ani fakt, že je vzor údajně perfektního motivačního dopisu nabízen renomovaným pracovním portálem, nezaručí vždy jeho skutečnou kvalitu, neboť i takové vzory obsahují někdy gramatické a stylistické chyby.

## Motivační dopis psaný třetí stranou
Uchazeči o práci, kteří si nevědí rady s formulací motivačního dopisu, někdy hledají možnost nechat si dopis napsat třetí stranou. Na internetu lze nalézt portály a webové stránky, nabízející tyto služby, avšak – stejně jako v případě vzorů motivačního dopisu – v různé kvalitě. Vedle pochybných nabídek, které kromě motivačních dopisů nabízejí také vypracování diplomových a bakalářských prací – tzn. jedná se o evidentně podvodnou aktivitu – existují nabídky profesionálních textařů, kteří přistupují k motivačnímu dopisu jako ke svébytnému útvaru z oblasti PR (public relations) či marketingových textů. Pokud uchazeč zvolí tuto cestu, je vhodné – podobně jako při jakémkoli vyhodnocování informací z internetu – dohledat, zda jsou u nabízené služby uvedeny relevantní kontakty, příp. důvěryhodné reference.
Poměrně novou a dosti frekventovanou metodou, jak si opatřit motivační dopis, je také oslovení různých konzultantů, koučů, mentorů atd., kteří (většinou na internetu) deklarují svou zkušenost s psaním motivačních dopisů, stejně jako životopisů a dalších dokumentů výběrového řízení. Také v tomto případě platí, že dříve, než uchazeč využije služeb těchto konzultantů, projektů a firem, měl by si důkladně ověřit jejich reference, skutečné zkušenosti, dovednosti apod. Např. obsahují-li texty těchto konzultantů (maily, direct maily a další formáty, prostřednictvím nichž s uchazečem komunikují a nabízejí mu své služby) řadu pravopisných chyb a těžkopádných formulací, měl by se jim uchazeč rozhodně vyhnout. Naopak konzultace s důvěryhodnými mentory, kouči a komunikačními či personálními experty mohou šance uchazeče podstatně zvýšit.